# John Man
John Anthony Garnet Man (15 de maio de 1941) é um historiador e escritor britânico, autor de livros de viagem. Seus principais interesses são a China, a Mongólia, e a história da comunicação escrita, e seu estilo combina a narrativa histórica com suas experiências pessoais.
Estudou alemão e francês no Keble College, na Universidade de Oxford, antes de fazer dois cursos de pós-graduação: um diploma em História e Filosofia da Ciência em Oxford, e em Mongol na Escola de Estudos Orientais e Africanos.
Trabalhou com jornalismo na Reuters e publicou dois livros com a Time-Life Books, além de participações ocasionais em cinema, televisão e rádio.
Na década de 1990 começou a trabalhar numa trilogia sobre as tês principais revoluções da escrita: a própria invenção da escrita, o alfabeto e a impressão com tipos móveis. Até agora publicou duas destas três obras, Alpha Beta e The Gutenberg Revolution, ambos reimpressos em 2009. O terceiro livro, sobre a origem da escrita, ainda não foi finalizado por depender do acesso do autor ao Iraque.
Retornou ao tema da Mongólia com o livro Gobi: Tracking the Desert, primeiro sobre a região desde a década de 1920. Suas outras obras sobre o tópico são Genghis Khan: Life, Death and Resurrection, publicado em 18 idiomas, Attila the Hun e Kublai Khan: The Mongol King Who Remade China, uma trilogia destes líderes asiáticos.
O lançamento de The Terracotta Army coincidiu com a exposição dos soldados de terracota chineses no Museu Britânico realizada entre setembro de 2007 e abril de 2008. Seguiram-se então The Great Wall, The Leadership Secrets of Genghis Khan e Xanadu: Marco Polo and the Discovery of China, publicado no outono de 2009. The Last Samurai, história da rebelião fracassada de Saigo Takamori, em 1877, contra o imperador japonês, foi lançado em fevereiro de 2011.
Em 2007 recebeu a Medalha da Amizade do governo mongol por suas contribuições às relações entre o Reino Unido e aquele país.

## Obras publicadas
- The Birth of our Planet (1997)
- Gobi: Tracking the Desert (1997)
- Atlas of the Year 1000 (1999)
- Alpha Beta: How 26 Letters Shaped the Western World (2000)
- Comets, meteors and asteroids (2001)
- The Gutenberg Revolution: The Story of a Genius and an Invention That Changed the World (2003)
- Genghis Khan: Life, Death and Resurrection (2005)
- Attila: The Barbarian King Who Challenged Rome (2005)
- Kublai Khan (2006)
- The Terracotta Army: China's First Emperor and the Birth of a Nation (2007)
- The Great Wall: The Extraordinary Story of China's Wonder of the World (2008)
- The Leadership Secrets of Genghis Khan (2009)
- Xanadu: Marco Polo and Europe's Discovery of the East (2009)